# Diebesknoten
Der Diebesknoten ist ein Knoten, der oberflächlich wie ein Kreuzknoten aussieht und deshalb auch falscher Kreuzknoten genannt wird. Es gibt aber einen entscheidenden Unterschied: Während beim Kreuzknoten die beiden losen Enden auf einer Seite liegen, liegen sie bei dem Diebesknoten diagonal gegenüber. Das bedeutet, dass sich der Diebesknoten nicht so einfach binden lässt wie der Kreuzknoten.
Der Diebesknoten gehört zu den sogenannten Rauschknoten; das sind Scherzknoten, die unter Belastung (schnell oder langsam) nachgeben, also „ausrauschen“ und sich lösen. Er wurde deshalb als grober Scherz zum Aufhängen der Hängematte junger Seeleute verwendet.

## Begriffsherkunft
Der Diebesknoten soll dazu gebraucht worden sein, festzustellen, ob sich jemand an einer eingeknoteten Ware zu schaffen gemacht hat. Da der Knoten auf den ersten Blick wie ein Kreuzknoten aussieht, wird ein unachtsamer Dieb die Ware mit dem einfacheren Kreuzknoten wieder zubinden.

Diebesknoten mit den losen Enden auf gegenüberliegenden Seiten
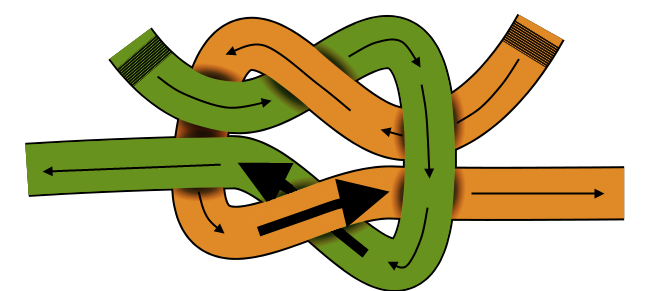
Kreuzknoten mit den losen Enden auf einer Seite

## Abwandlungen

Zum Vergleich der Kreuzknoten. Die zwei Halben Knoten liegen symmetrisch.
Altweiberknoten. Während beim Kreuzknoten die halben Knoten symmetrisch liegen, haben sie beim Altweiberknoten die gleiche Orientierung.
Diebesknoten. Während beim Kreuzknoten und beim Altweiberknoten die beiden losen Enden auf einer Seite liegen, liegen sie bei dem Diebesknoten diagonal gegenüber.
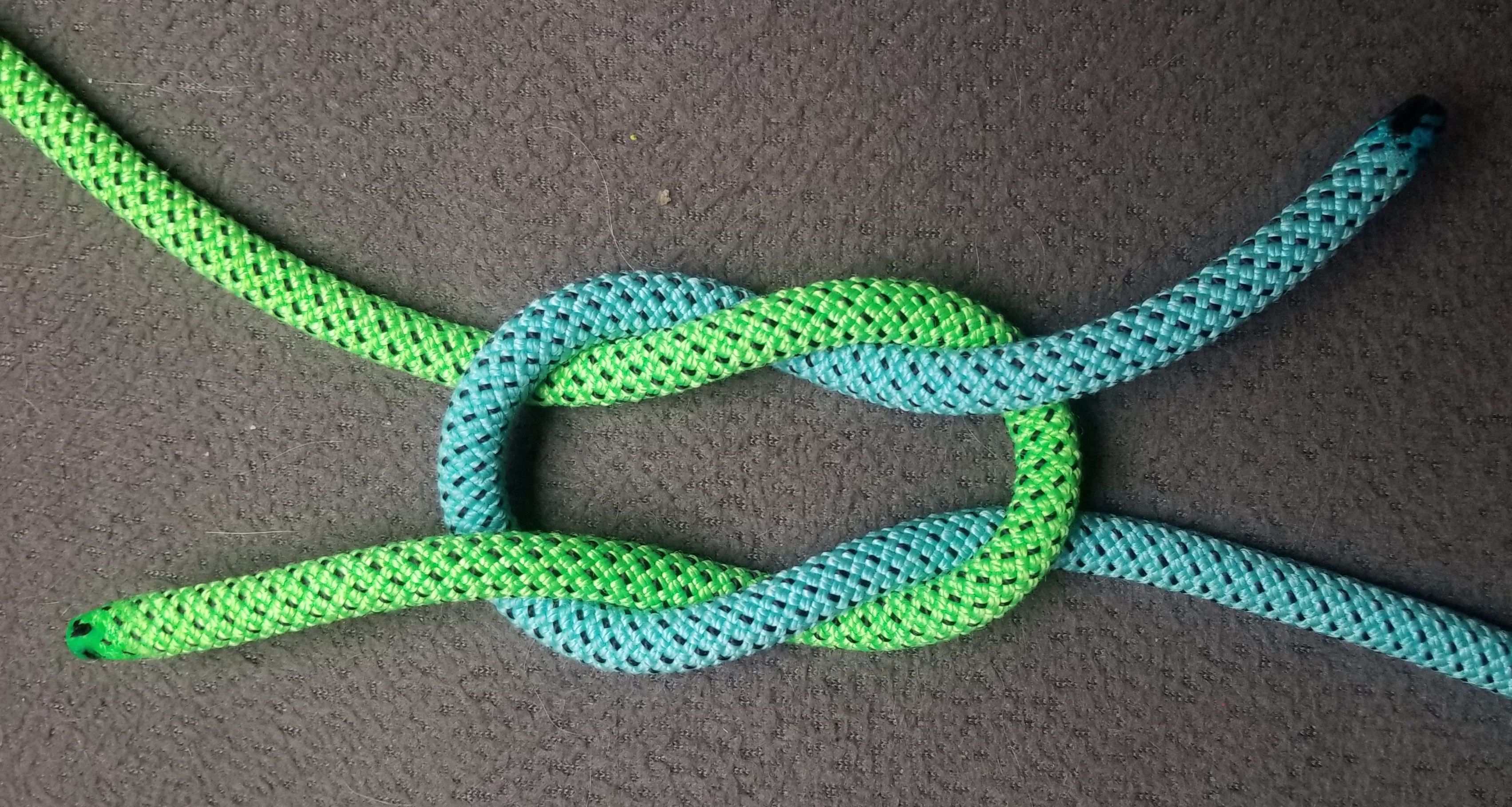
Der Kummerknoten vereint die Mängel des Altweiber- und Diebesknotens.[1] Bei Ashley heißt er „Was-Noch-Knoten“ (Ashley Nr. 1208 und mit gezeisten Enden „Reffleinenknoten“ Nr. 1495)